# Нентерсхаузен (Вестервальд)
Нентерсхаузен (нем. Nentershausen) — община в Германии, в земле Рейнланд-Пфальц.
Входит в состав района Вестервальд. Подчиняется управлению Монтабаур. Население составляет 1993 человека (на 31 декабря 2010 года). Занимает площадь 7,55 км².